# Corynophyllus andersoni
Corynophyllus andersoni är en skalbaggsart som beskrevs av Blackburn 1888. Corynophyllus andersoni ingår i släktet Corynophyllus och familjen Dynastidae. Inga underarter finns listade i Catalogue of Life.